# Morti nel 1040
| Questa pagina contiene informazioni ricavate automaticamente dalle voci biografiche con l'ausilio del template Bio e di un bot. L'aggiornamento è periodico e automatico e ricostruisce completamente la pagina. Se manca una persona in questa lista, sei pregato di non aggiungerla, ma accertati piuttosto che la sua voce biografica contenga il template Bio e che i dati anagrafici siano correttamente compilati. Se il template Bio manca, inseriscilo tu stesso o, in alternativa, metti l'avviso {{tmp\|Bio}} che ne segnala la mancanza. Se i dati riportati sono sbagliati, correggi direttamente la voce biografica; le modifiche saranno visibili in questa lista entro pochi giorni. Per chiarimenti vedi il progetto biografie. La lista contiene solo le 13 persone che sono citate nell'enciclopedia e per le quali è stato implementato correttamente il template Bio. Pagina aggiornata al 13 gen 2025. |

- 17 marzo - Aroldo I d'Inghilterra, sovrano anglosassone
- 9 maggio - Forte Gabrielli, religioso italiano
- 21 giugno - Folco III d'Angiò, conte
- 14 agosto - Duncan I di Scozia, re scozzese
- 1º ottobre - Alano III di Bretagna, duca (n. 997)
- 27 novembre - Gustavo di Rhuys, monaco cristiano inglese
- Niceforo Doceano, generale bizantino
- Eribalo I di Cardona, nobile
- Folco I di Cardona, nobile
- Gilberto di Brionne, nobile normanno
- Geoffroy di Perche, nobile francese
- Ticomiro di Bulgaria, militare bulgaro
- Gershom ben Judah, rabbino tedesco (n. 960)